# Betula insignis
Betula insignis är en björkväxtart som beskrevs av Adrien René Franchet. Betula insignis ingår i släktet björkar, och familjen björkväxter. Inga underarter finns listade.